# Keep on Movin’ (Soul II Soul-dal)
A Keep on Movin' a Soul II Soul brit együttes második kimásolt kislemeze debütáló Club Classics Vol. One című stúdióalbumukról, mely 1989 márciusában jelent meg. Ez az album két dalának egyike, melyben Caron Wheeler mint vezető énekes közreműködik. A másik dal a Back to Life (However Do You Want Me) című, mely a csapat egyik legsikeresebb dalává vált. 1989 márciusában az 5. helyezett volt az Egyesült Királyság kislemezlistáján, az amerikai Billboard Hot 100-as listán pedig a 11. helyre került. A Billboard R&B listán pedig az 1. helyezett volt.
1996 októberében a dal ismét felkerült az Egyesült Királyság kislemez listájára a 31. helyre, miután a brit televízióban a Renault Clio autót reklámozták a népszerű Papa and Nicole című sorozat részeként.
2004 októberében a dal megjelent a népszerű Grand Theft Auto: San Andreas videójátékban, melyet a CSR 103,9 frekvenciájú new jack swing rádióállomáson lehet hallani.

## Produkció
A dalt Nellee Hooper és Jazzie B készítette, és eredetileg Caron Wheeler mint vendég énekes közreműködött a dalban, azonban a dal 1988-as felvétele után bekerült a Soul II Soul zenekarban. Az eredeti kiadott album változat a "Keep on Movin'" acapella változatát tartalmazza. A kislemez sikere után a Virgin Records újra kiadta a albumot, mely tartalmazza a new club mix verziót.

## Videoklipek
A dalból két videoklip készült. Az első a hivatalos verzió, a második pedig egy alternatív változat. Az első videoklip premierje különféle zenei csatornákon volt. A másik videót online jelentették meg.

### Hivatalos videoklip
Ebben a videoban Caron Wheeler rózsaszín háttér előtt, fehér ruhában énekel. A klipben a csapat többi tagja is látható, köztük Aitch B és Jazzie B. A másik jelenetben Wheeler és Jazzie B is fekete ruhában látható. A dalban a csapat a dalra táncol, sajátos egyéni koreográfiájukban.

### Alternatív videoklip
Ebben a változatban Caron Wheeler vörös kabátot, és fejkendőt visel, miközben fekete háttér előtt énekel. Jazzie B zöld és sárga kabátot visel. Az énekes, és táncos Wunmi is szerepel a klipben. A klipben a csapat együtt látható, a háttérben a hegedűművész mellett.

## Élő előadások
A Soul II Soul "Keep on Movin'" című dalát több műsorban is előadták, többek között a Top of the Pops, Soul Train és A Big World Café című műsorokban. A Top of the Pops című műsorban 1989. március 16-án léptek fel, majd ez év végén Wheeler távozott a csapatban. A Soul Train című műsorban Marcia Lewis, mint új tag debütált, aki elénekelte a dalt.
A dal szerepel az 1990-es "A New Decade: Live From Brixton Academy" című albumon is, melyet a turnékon Victoria Wilson-James énekelt. Wheeler saját szóló fellépésein is énekelte a dalt. A dal megjelent Wheeler Live CD /DVD Live at Duo Exchange című albumán is, mely a Japánban, Tokióban előadott élő változatot tartalmazza. 2007-ben Wheeler visszatért a csapatba, és előadta a dalt a Lovebox fesztiválon. 2012 decemberében a Soul II Soul Jazzie B és Caron Wheeler közreműködésével előadták a dalt a Later... with Jools Holland című műsorban.
A Soul II Soul 2016 decemberében megjelentette az "Origins: The Roots of Soul II Soul" című live albumot, melyen Wheeler énekli a dalt.

## Hatása és öröksége
A "Keep on Movin'" című dalról Paul Gilroy The Black Atlantic: Modernity and Double Consciousness című 1993-ban megjelent könyvének első fejezete említi. Gilroy úgy gondolja, hogy a dal egy fekete transzatlanti beszélgetés szimbolizmusa. A dal figyelemre méltó a nemzetállamok közötti terjesztése miatt, amelyet Angliában egy karibi származású csapat készített, melyet egy jamaikai dub formátumban remixeltek az Egyesült Államokban. A dalt Caroon Wheeler énekli, melynek remixelt változatát az Egyesült Államokban Teddy Riley készítette.
- A Mixmag 1996-ban a "Minden idők 100 legnagyobb dance slágerének listáján" a 87. helyre sorolta a dalt:

" A "Keep on Movin'" egyértelműen klasszikus dal lett, ahogy 1989 nyarán megjelent. A soul stílus hangulatát egy elektronikus alapra helyezték, melyet ha britként hallgattál, tudod, hogy alapból funky stílusú"
- A BBC Radio 2008-ban a hallgatók által a "Minden idők Legjobb dance felvételeinek listáján" a 6. helyre sorolta a dalt Michael Jackson "Billie Jean", James Brown "Sex Machnine", Donna Summer "I Feel Love" Derrick May "Strings of Life" és Alison Limerick "Where Love Lives" című dala után.[8]
- A The Daily Telegraph a dalt a 33. helyre sorolta a Top 50 Dance slágerek listáján 2015-ben.[9]

## Számlista
A-oldal
1. Keep On Movin' (Club Mix Ft. Caron Wheeler) 5:46
2. Keep On Movin' (Big Beat A Capella) 3:32
3. Keep On Movin' (Nellee Hooper 7") 3:38

B-oldal
1. Keep On Movin' (Teddy Riley's Rubba Dub) 5:59
2. Keep On Movin' (The First Movement) 6:03
3. Keep On Movin' (Teddy Riley's Bonus Beats) 5:54

## Slágerlista
| Slágerlista(1989)                                       | Legjobb helyezések |
| ------------------------------------------------------- | ------------------ |
| Ausztrália ARIA                                         | 77                 |
| Ausztria Austrian Singles Chart                         | 18                 |
| Belgium Belgian Singles Chart                           | 20                 |
| Kanada Canadian RPM Top Singles                         | 15                 |
| Hollandia Dutch Top 40                                  | 9                  |
| Európa (Eurochart Hot 100)                              | 16                 |
| Franciaország French Singles Chart                      | 46                 |
| Németország German Singles Chart                        | 13                 |
| Írország Ír slágerlista                                 | 10                 |
| Új-Zéland New Zealand Singles Chart                     | 14                 |
| Svájc Swiss Singles Chart                               | 18                 |
| Egyesült Királyság UK Singles (Official Charts Company) | 5                  |
| Egyesült Államok Billboard Hot 100                      | 11                 |
| Egyesült Államok Billboard Dance Club Play              | 1                  |
| Egyesült Államok Billboard Hot Black Singles            | 1                  |
| Slágerlista(1996)                                       | Legjobb helyezések |
| (Eurochart Hot 100)                                     | 74                 |
| Egyesült Királyság UK Singles (Official Charts Company) | 31                 |
| Egyesült Királyság UK Dance (Official Charts Company)   | 6                  |
| Egyesült Királyság UK R&B (Official Charts Company)     | 7                  |

| Slágerlista(1989)                  | Helyezések |
| ---------------------------------- | ---------- |
| Egyesült Államok Billboard Hot 100 | 100        |